# Metacylicolaimus flagellicaudatus
Metacylicolaimus flagellicaudatus is een rondwormensoort uit de familie van de Leptosomatidae. De wetenschappelijke naam van de soort is voor het eerst geldig gepubliceerd in 1946 door Schuurmans Stekhoven.